# Ivaň (okres Brno-venkov)
Ivaň (německy Eibis) je obec v okrese Brno-venkov v Jihomoravském kraji. Nachází se v Dyjsko-svrateckém úvalu. Žije zde 811 obyvatel.
Jedná se o vinařskou obec v Mikulovské vinařské podoblasti (viniční trať Aeibis).

## Název
Název vesnice (původně v mužském rodě) byl odvozen od osobního jména Ivan a znamenalo "Ivanův majetek". Jméno Ivan mělo ve staré češtině i variantu Ejvan, proto je jméno vesnice doloženo i v podobách Evaň a Ejvaň. Do němčiny bylo jméno převzato nejprve jako Eiwans, z toho se vyvinulo novověké Eibis. V němčině se též používalo hovorové Meiwitz, které vzniklo splynutím samotného jména se zakončením předložek zum, im.

## Historie
První písemná zmínka o obci pochází z roku 1257.

## Obyvatelstvo
| Rok            | 1869 | 1880 | 1890 | 1900 | 1910 | 1921 | 1930 | 1950 | 1961 | 1970 | 1980 | 1991 | 2001 | 2011 | 2021 |
| -------------- | ---- | ---- | ---- | ---- | ---- | ---- | ---- | ---- | ---- | ---- | ---- | ---- | ---- | ---- | ---- |
| Počet obyvatel | 687  | 644  | 704  | 797  | 784  | 774  | 849  | 709  | 748  | 743  | 768  | 702  | 692  | 710  | 722  |
| Počet domů     | 119  | 127  | 135  | 142  | 149  | 160  | 187  | 194  | 195  | 198  | 201  | 233  | 247  | 259  | 281  |

Vývoj počtu obyvatel

## Pamětihodnosti
- kostel svatého Bartoloměje, jednolodní chrám z přelomu 18. a 19. století
- barokní boží muka u domů čp. 54 a 169
- bývalá fara, barokní přízemní budova z druhé poloviny 18. století
- kaple Panny Marie Pomocné na severním okraji obce

## Galerie

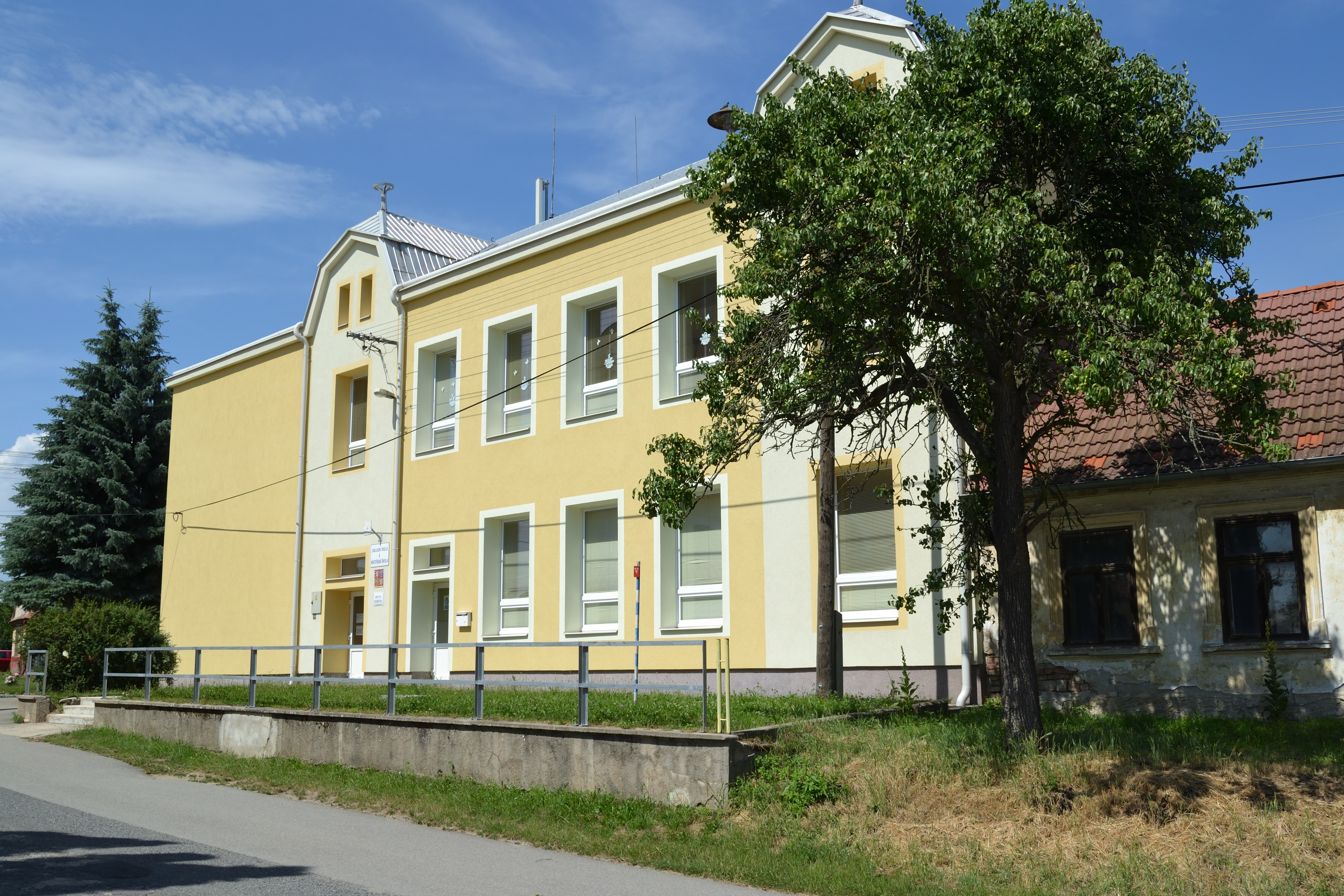
Škola
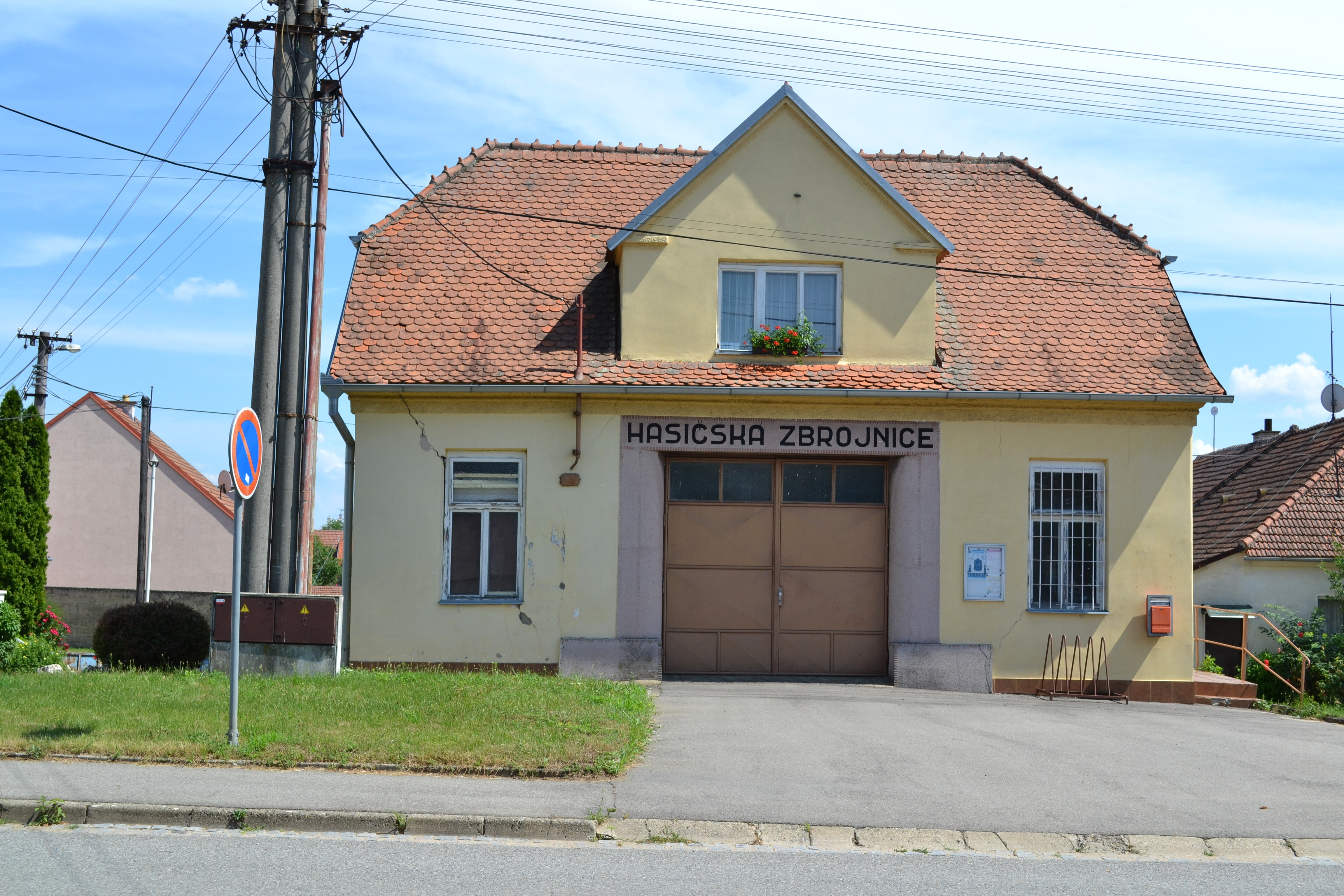
Hasičská zbrojnice
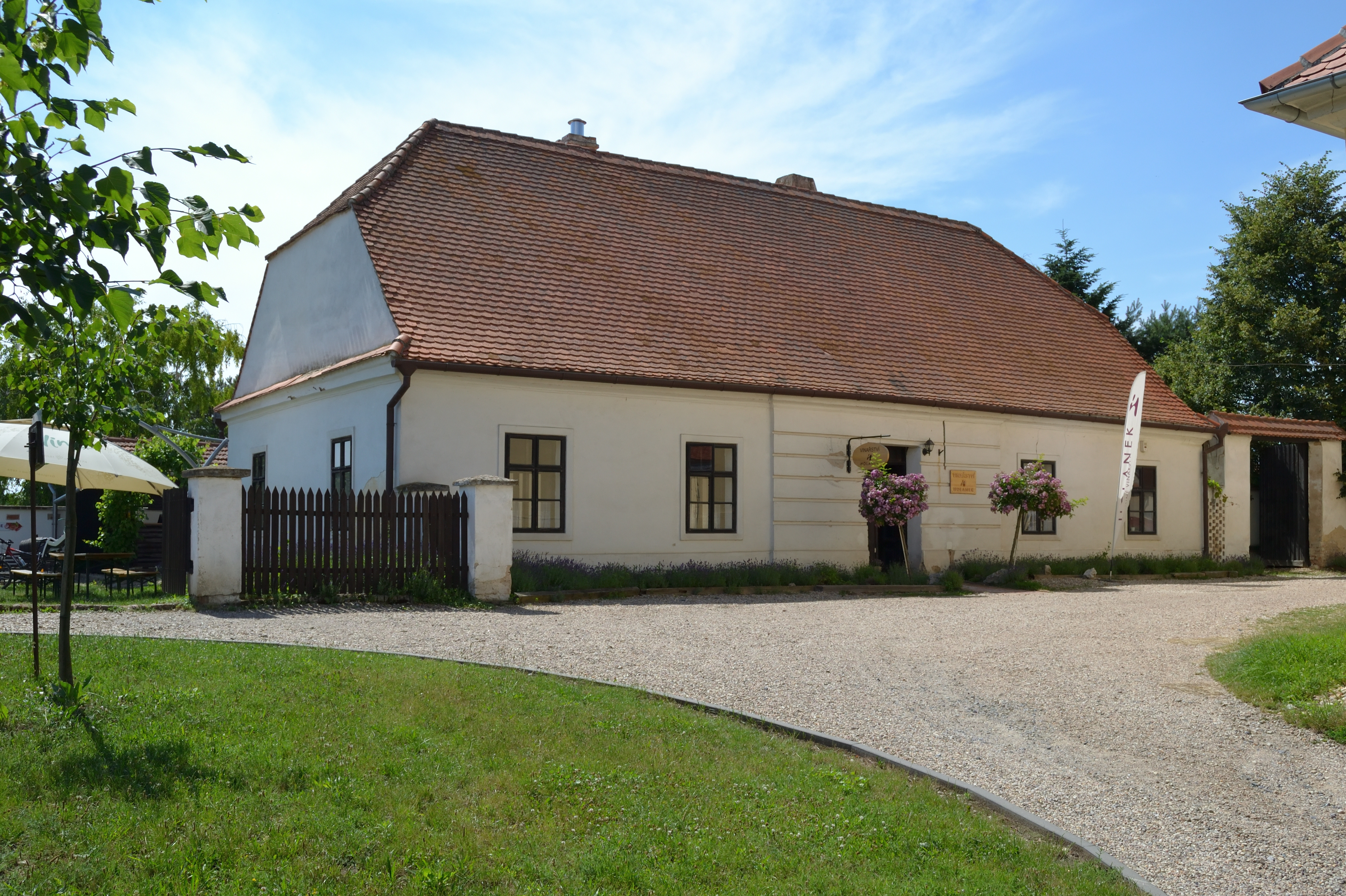
Bývalá fara
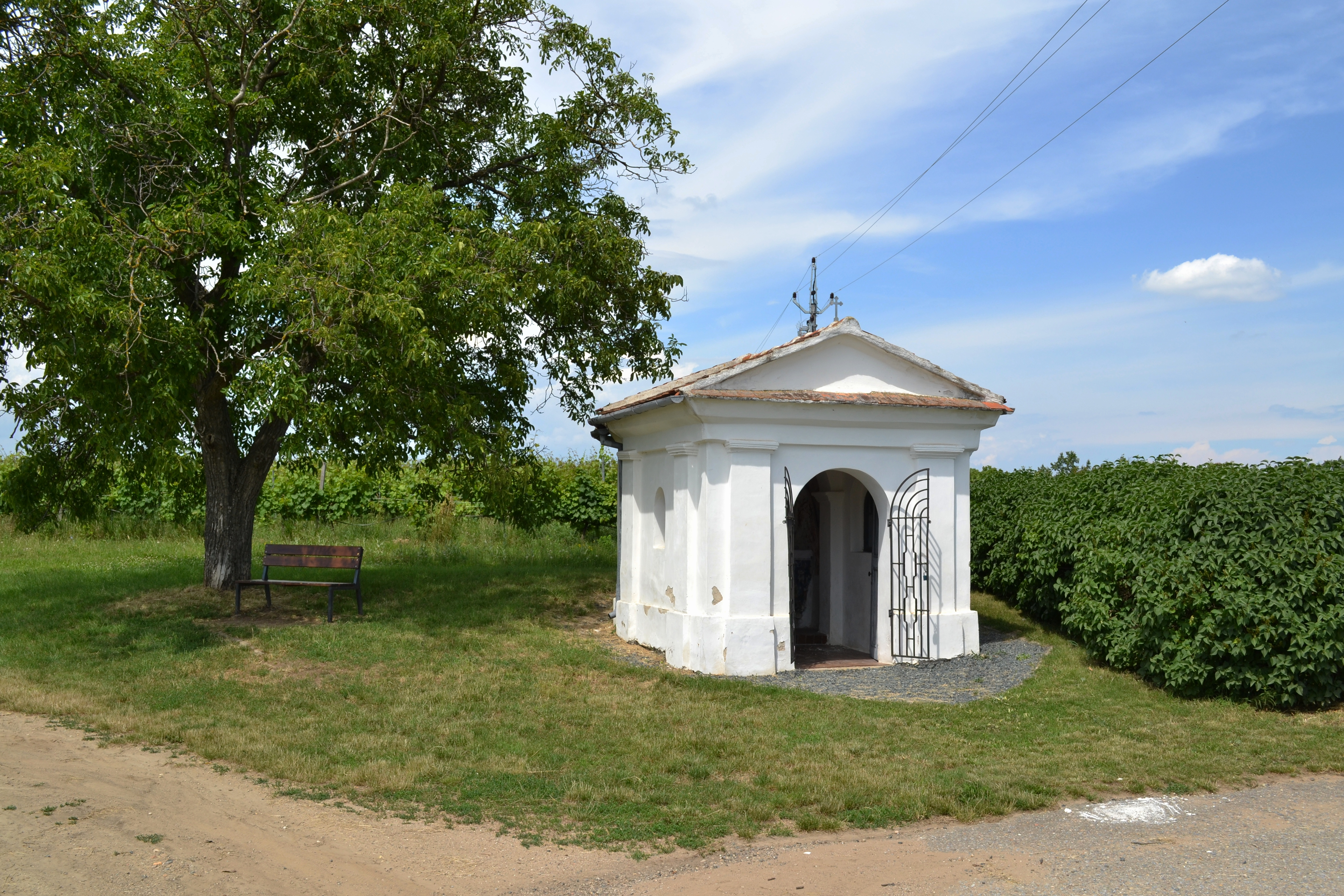
Kaple Panny Marie Pomocné
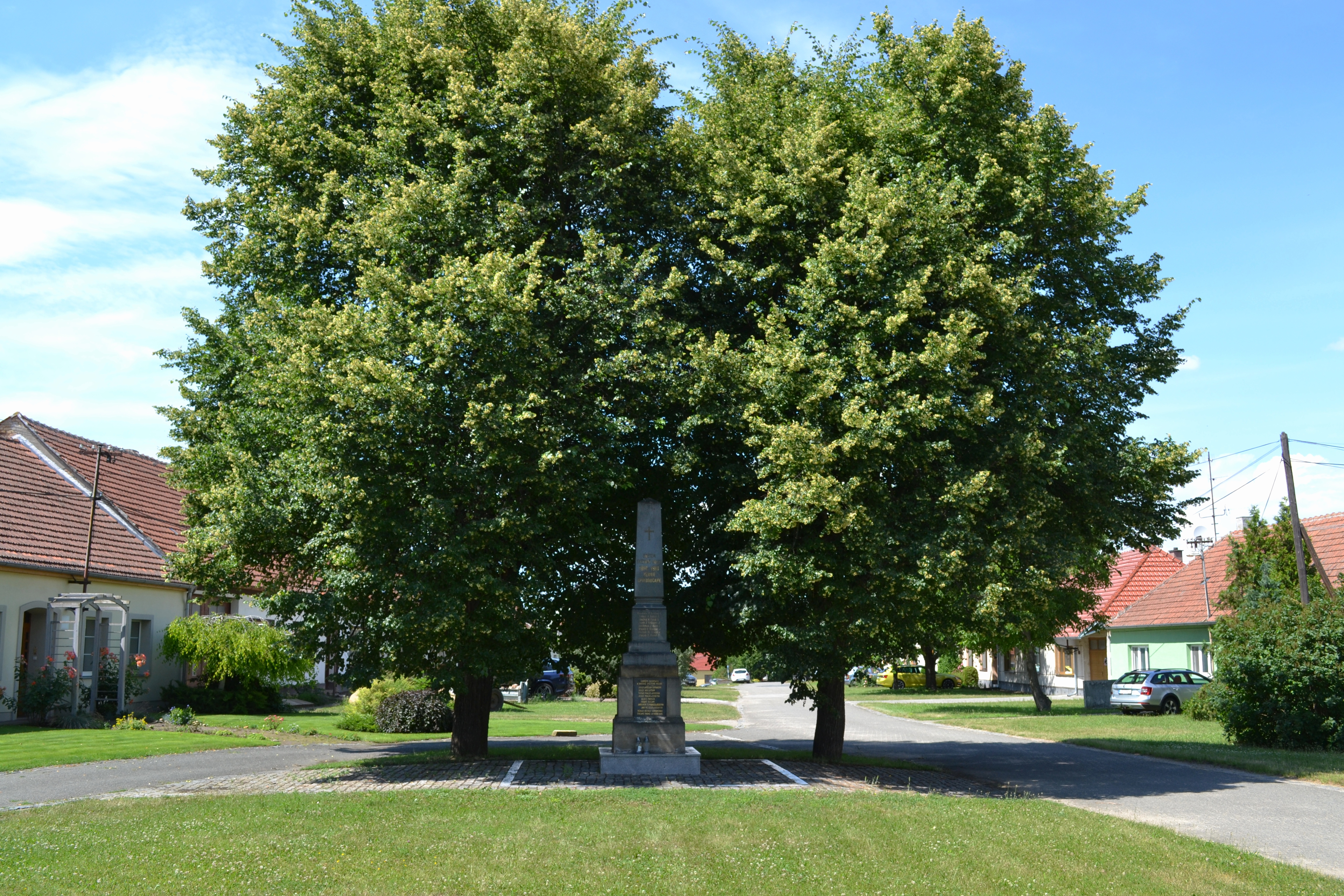
Náves, pomník obětem světových válek
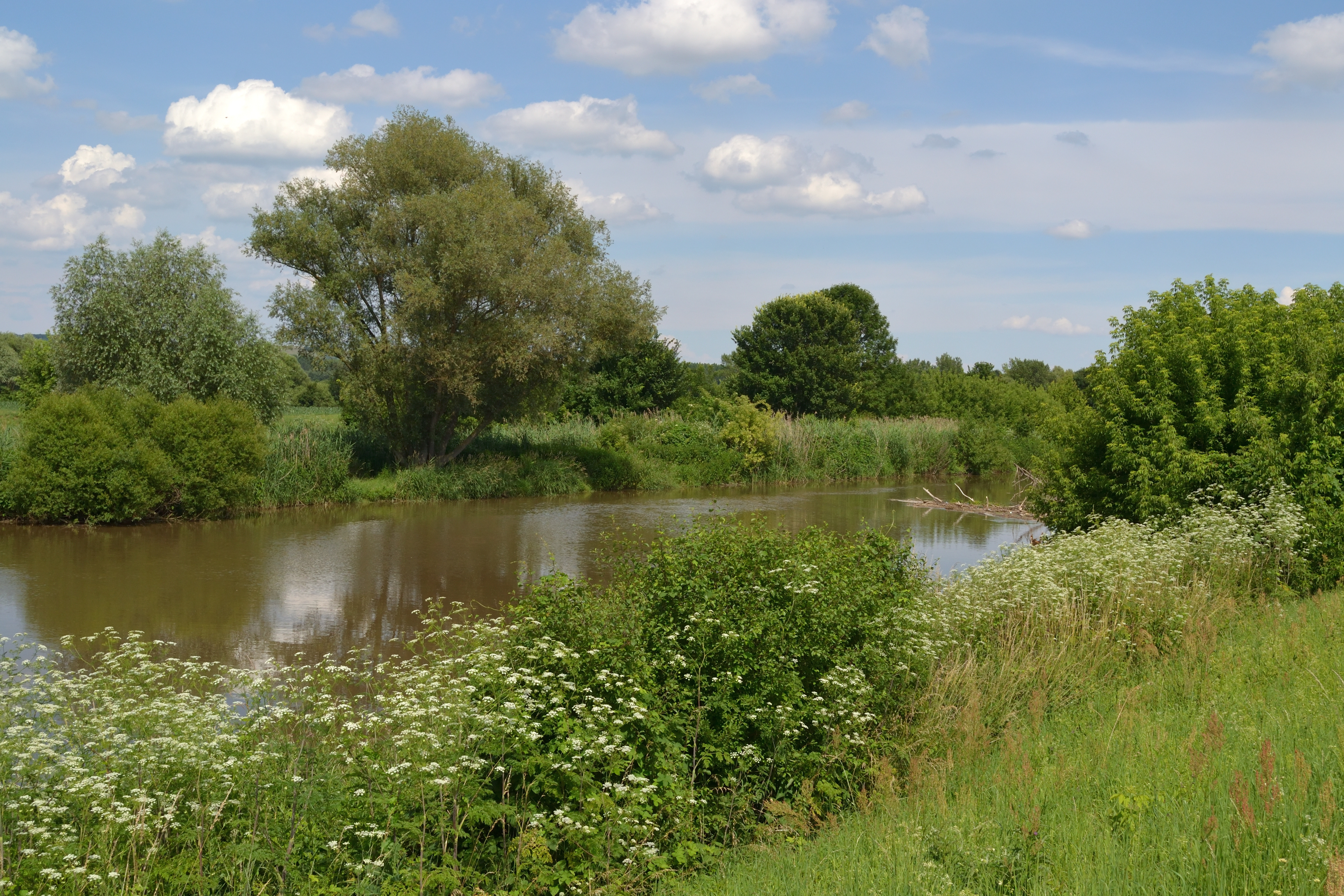
Řeka Jihlava jižně od obce